# Концентрација
У хемији, концентрација представља најподеснију величину за квантитативно одређивање раствора. Поред концентрације, користе се између осталих и величине попут молалитета, масеног удела, молског процента итд. Израз концентрација може се применити у било којој врсти хемијске смеше, но најчешће се примењује на растворене материје у растворима.

## Квалитативан опис
Често у неформалном, нетехничком језику, концентрација се описује на квалитативан начин, употребом придева као што су „разблажен” за растворе релативно ниске концентрације и „концентрован” за растворе релативно високе концентрације. Да би се концентровао раствор, мора се додати више растворка (на пример, алкохола) или смањити количина растварача (на пример, воде). Супротно томе, да би се раствор разблажио, мора се додати више растварача или смањити количину растворка. Осим ако се две материје потпуно не мешају, постоји концентрација изнад које се даље неће растворити растворак у растварачу. За ту тачку се каже да је раствор засићен. Ако се дода додатни растворак засићеном раствору, он се неће растворити, осим у одређеним околностима, када се може јавити презасићеност. Уместо тога, доћи ће до одвајања фаза, што ће довести до коегзистирања фаза, било у потпуности одвојених или мешаних као суспензија. Тачка засићења зависи од многих променљивих, као што су температура околине и прецизна хемијска природа растварача и растворка.
Концентрације се често називају нивоима, који одражавају менталну шему нивоа на вертикалној оси графикона, који могу бити високи или ниски (на пример, „високи нивои билирубина у серуму” су концентрације билирубина у крвном серуму већи од нормалних).

## Квантитативна нотација
Постоје четири количине које описују концентрацију:

### Масена концентрација
Масена концентрација {\displaystyle \rho _{i}} представља масу компоненте раствора ({\displaystyle m_{i}}) по јединици запремине ({\displaystyle V}). Јединица јој је (g/dm³)
{\displaystyle \rho _{i}={\frac {m_{i}}{V}}={\frac {(masa~komponente)}{(ukupna~zapremina~rastvora)}}}

### Моларитет
Моларитет или запреминска (моларна) концентрација {\displaystyle c_{i}} представља број молова компоненте растворка {\displaystyle n_{i}} по јединици запремине {\displaystyle V}. Јединица је (mol/dm³ = M)
{\displaystyle c_{i}={\frac {n_{i}}{V}}={\frac {(broj~molova~komponente)}{(ukupna~zapremina~rastvora)}}}

### Бројевна концентрација
Бројевна концентрација {\displaystyle C_{i}} је дефинисана као број ентитета конституента {\displaystyle N_{i}} у смеши подељен запремином смеше {\displaystyle V}:
{\displaystyle C_{i}={\frac {N_{i}}{V}}.}
СИ јединица је .

### Запреминска концентрација
Запреминска концентрација {\displaystyle \sigma _{i}} (коју не треба поистовећивати са запреминским уделом) представља однос између запремине растворка {\displaystyle V_{i}} и запремине смеше {\displaystyle V}. Relativna је величина, па као таква може да се изрази у процентима, промилима, деловима по милиону, итд...
{\displaystyle \sigma _{i}={\frac {V_{i}}{V}}={\frac {(zapremina~rastvorka)}{(ukupna~zapremina~rastvora)}}}

## Сродне количине
Неколико других количина може се користити за описивање састава смеше. Треба имати на уму да се оне не би требале називати концентрацијама.

### Нормалитет
Нормалитет представља број молских еквивалената неке компоненте по јединици запремине. Јединица му је (Eq/dm³). Вредност ове величине зависи од избора молског еквивалента, тј. колико молова ће бити у једном молском еквиваленту. Тако нормалитет од нпр. раствора чији је моларитет 1 mol/dm³ бирањем молског еквивалента од 2 mol/Eq постаје 0.5 Eq/dm³.
{\displaystyle (normalitet)={\frac {(broj~molskih~ekvivalenata)}{(ukupna~masa~rastvora)}}}

### Молалитет
Молалитет представља величину сличну моларној концентрацији или моларитету. То је број молова растворене супстанце по јединици масе растварача. Јединица му је (mol/kg).
{\displaystyle (molalitet)={\frac {(broj~molova~komponente)}{(masa~rastvaraca)}}}

### Моларни удео
Моларни удео {\displaystyle x_{i}} је дефинисан као количина конституента {\displaystyle n_{i}} (у моловима) подељена укупном количином свих конституената у смеши {\displaystyle n_{\mathrm {tot} }}:
{\displaystyle x_{i}={\frac {n_{i}}{n_{\mathrm {tot} }}}.}
СИ јединица је . Међутим, застарела делови-по нотација често се користи за описивање малих моларних фракција.

### Моларни однос
Моларни однос {\displaystyle r_{i}} је дефинисан као количина конституента {\displaystyle n_{i}} подељена укупном количином свих других конституената у смеши:
{\displaystyle r_{i}={\frac {n_{i}}{n_{\mathrm {tot} }-n_{i}}}.}
Ако је {\displaystyle n_{i}} знатно мање од {\displaystyle n_{\mathrm {tot} }}, моларни однос је скоро идентичан са моларним уделом.
СИ јединица је . Међутим, застарела делови-по нотација често се користи за описивање малих моларних односа.

### Масени удео
Масени удео {\displaystyle w_{i}} је фракција једне супстанце са масом {\displaystyle m_{i}} у маси укупне смеше {\displaystyle m_{\mathrm {tot} }}, дефинисана као:
{\displaystyle w_{i}={\frac {m_{i}}{m_{\mathrm {tot} }}}.}
СИ јединица је . Међутим, застарела делови-по нотација често се користи за описивање малих масених удела.

### Масени однос
Масени однос {\displaystyle \zeta _{i}} је дефинисан као маса конституента {\displaystyle m_{i}} подељена тоталном масом свих других конституената смеше:
{\displaystyle \zeta _{i}={\frac {m_{i}}{m_{\mathrm {tot} }-m_{i}}}.}
Ако је {\displaystyle m_{i}} знатно мање од {\displaystyle m_{\mathrm {tot} }}, масени однос је скоро идентичан са масеним уделом.
СИ јединица је . Међутим, застарела делови-по нотација често се користи за описивање малих масених односа.

## Табела концентрација и повезаних количина
| Врста концентрације       | Симбол                  | Дефиниција                           | Јединица у СИ систему | друга/е јединица/е |
| ------------------------- | ----------------------- | ------------------------------------ | --------------------- | ------------------ |
| масена концентрација      | {\displaystyle \gamma } | {\displaystyle m_{B}/V}              |                       |                    |
| моларна концентрација     | {\displaystyle c}       | {\displaystyle n_{B}/V}              |                       |                    |
| бројчана концентрација    | {\displaystyle C}       | {\displaystyle N_{B}/V}              |                       |                    |
| запреминска концентрација | {\displaystyle \phi }   | {\displaystyle V_{B}/V}              |                       |                    |
| Повезане количине         | Симбол                  | Дефиниција                           | Јединица у СИ систему | друга/е јединица/е |
| нормалност                |                         | {\displaystyle c/f_{eq}}             |                       |                    |
| молалност                 | {\displaystyle b}       | {\displaystyle n_{B}/m_{otapala}}    |                       |                    |
| моларни удео              | {\displaystyle x_{B}}   | {\displaystyle n_{B}/n_{uk}}         |                       |                    |
| моларни однос             | {\displaystyle r}       | {\displaystyle n_{B}/(n_{uk}-n_{B})} |                       |                    |
| масени удео               | {\displaystyle w_{B}}   | {\displaystyle m_{B}/m_{uk}}         |                       |                    |
| масени однос              | {\displaystyle \zeta }  | {\displaystyle m_{B}/(m_{uk}-m_{B})} |                       |                    |